# Rockville (Missouri)
Rockville – miasto w Stanach Zjednoczonych, w stanie Missouri, w hrabstwie Bates.